# Margaretha Susanna von Kuntsch
Margaretha Susanna von Kuntsch z domu Förster (ur. 7 września 1651 w Allstedt, zm. 27 marca 1717 w Altenburgu) – niemiecka pisarka i poetka.

## Życiorys
Przyszła na świat jako córka prawnika i urzędnika sądowego w Allstedt, Friedricha Förstera. Urodziła się w miejscowym zamku. Dorastała w Altenburgu. W młodości pobierała nauki francuskiego i łaciny, które wkrótce uznano za nieodpowiednie dla dziewczęcia. Kształcono ją więc w obrębie zajęć przydatnych dla kobiet (zajęcia domowe, sztuka itp.), ale wykształcenie było dość powierzchowne, zgodne z ówczesnym modelem kształcenia mieszczańskiego.
W dniu 24 sierpnia 1669 poślubiła radnego Christopha von Kuntscha (1640–1724). Przenieśli się do Eisleben, gdzie mąż był radcą dworu. W 1672 wrócili do Altenburga. Tu Margaretha spędziła resztę życia i zmarła.
Pisała wiele wierszy, często o osobistych przeżyciach matki i kobiety, np. o śmierci swych dzieci. Z 14 dzieci przeżyła bowiem tylko jedna córka. Tworzyła madrygały, sonety, ody, kantaty oraz operetki. Podejmowała temat afirmacji życia, choć cierpiała z powodu licznych chorób.
W Altenburgu założyła grupę poetycką, w skład której wchodziły m.in. Christina Sophia Brandt (1679–po 1712), Dorothea Wilhelmina Margaretha Förster (1699–1721), Sophia Christiana Geyer (1676–1689), Dorothea Gress (po 1653–po 1728), Regina Elisabeth Geutebrück (1670–1734), Magdalena Elisabeth Herr (1709–po 1742), Margaretha Dorothea Kästner (1673–1738), Johanna Margaretha Mesch (1689–1752), Susanna Elisabeth Pfeiffer (1702–po 1730), Christiana Friederica Pfeiffer (1704–1734), Christiana Elisabeth Reuß hrabina i baronowa von Plauen (1678–1757), Juliana Patientia Schultt (1680–1701), Henrietta Friederica Stockmann (1701–po 1742), Margaretha Elisabeth Stockmann (1672–1735), Margaretha Isabella Stockmann (1692–po 1742) oraz Sophia Dorothea Stockmann (1698–1728).
W 1720 r. jej wnuk Christoph Gottlieb Stockmann zredagował i opublikował jej wiersze w tomie pt. Sämmtliche Geist und weltliche Gedichte. Przedmowę napisał Christian Friedrich Hunold, pisarz tworzący pod pseudonimem Menantes.